# Dimorphandra mollis
A Dimorphandra mollis, conhecida popularmente como faveiro ou fava de anta, é uma árvore da família Fabaceae, espécie comum do cerrado brasileiro. Podendo chegar a 14 m de altura, ela tem diversos usos e grande importância econômica, principalmente no ramo farmacêutico, devido à elevada concentração de rutina. Porém seus frutos não devem ser utilizados na alimentação bovina, pois tem caráter abortivo para esses animais.

## Taxonomia
A espécie Dimorphandra mollis é conhecida popularmente como fava d'anta, faveira, favinha, faveiro, canafístula, barbatimão falso ou barbatimão de folha miúda. Ela pertence ao reino Plantae, estando classificada dentro da família Fabaceae, a terceira maior família do grupo das angiospermas e da qual também fazem parte espécies como Medicago sativa (alfafa) e Pisum sativum (ervilha). A Fabaceae se divide em três subfamílias denominadas Faboideae (Papilionoideae), Caesalpinioideae (Caesalpiniaceae) e Mimosoideae (Mimosaceae), sendo assim D. mollis faz parte da subfamília Caesalpinioideae. Por fim, o gênero na qual a espécie está inserida, Dimorphandra, se divide em outros três subgêneros: Pocillum, Phaneropsia e Dimorphandra, no qual D. Mollis está incluída.

## Características gerais
A Dimorphandra mollis, conhecida popularmente como fava d’anta, é uma espécie da família Fabaceae, de médio porte, podendo chegar a 14m de altura. Apresentam folhas compostas, e os pares de pinas podem conter de 6 a 14 folíolos oblíquos de consistência cartácea, com nervura central abaxial inconspícua. Suas flores são amarelas com cálices pubescentes, superfície da corola glabra e ovário fusiforme. Os frutos da fava d’anta tem consistência coriácea, alongados/achatados de odor bastante forte e adocicado, são verdes e finos quanto imaturos, quando maduros são castanho escuros, contendo cerca de 28 sementes em média. Os frutos apresentam ainda, rutina, um bioflavonóide utilizado no fortalecimento de vasos capilares. Essa substância é abortiva para o gado leiteiro, devido a isso a espécie vem sendo eliminada das pastagens naturais. Mas por ser uma planta de fácil adaptação a solos secos e de baixo teor de nutrientes, e ainda por ter a necessidade de se desenvolver em superfícies abertas, são bastante recomendadas para a recomposição de áreas degradadas.

## Reprodução e crescimento
A Dimorphandra mollis é uma espécie monóica, ou seja, apresenta o sexo masculino e feminino no mesmo indivíduo. A polinização é realizada por insetos e a dispersão dos propágulos é feita por mamíferos terrestres, como a anta (Tapirus terrestris), porém o consumo desses frutos por esses dispersores naturais pode ser reduzido, devido à baixa densidade desses animais na fauna local. A fava d’anta apesar de apresentar grande valor econômico não é cultivada, sendo toda a sua matéria prima extraída de maneira desordenada e predatória, o que pode levar a extinção da espécie, já que a disseminação das sementes é restrita o que reflete no insucesso reprodutivo e na regeneração natural da mesma. A maturação dos frutos ocorre entre os meses de maio e agosto, onde a estação é mais seca. As inflorescências são facilmente visualizadas com flores amarelas de cerca de 5 mm, distribuídas em espigas reunidas em panículas corimbrosas que exalam um cheiro forte. O desenvolvimento é acróptero, com a abertura do botão floral ocorrendo em torno das 15 h e liberação de pólen três horas após a abertura.

## Distribuição
Dentre as demais espécies do gênero, Dimorphandra mollis é a que apresenta um dos maiores números de ocorrência em regiões do Brasil. Já foram confirmados indivíduos da espécie nas regiões Sudeste, Nordeste, Centro-Oeste e Norte, nos estados de Minas Gerais, São Paulo, Bahia, Ceará, Maranhão, Piauí, Distrito Federal, Goiás, Mato Grosso do Sul, Mato Grosso, Pará, Rondônia e Tocantins. É encontrada nos domínios fitogenéticos Amazônia, Cerrado e Pantanal, estando presente nas vegetações de campo rupestre, cerrado (lato sensu), floresta ciliar ou galeria e floresta estacional semidecidual. Esta espécie não é endêmica do Brasil, sendo também catalogada no Paraguai e na Bolívia.

## Uso medicinal
O Cerrado apresenta uma rica diversidade biológica, principalmente em relação a sua flora. Dentre as plantas presentes nesse bioma algumas se destacam pela possibilidade de uso medicinal, entre elas está a Dimorphandra Mollis. Seu caráter medicinal advém principalmente dos altos teores de flavonoides concentrados em seus frutos, destacando-se a rutina e a quercetina. Esses compostos são largamente utilizados pela indústria farmacêutica, o que pode vir a desencadear sistemas de manejo e extrativismo inadequados, causando por conseguinte danos à população da espécie.
O uso medicinal de plantas é uma atividade usual no Brasil e em outros países do mundo. Assim, compõem saberes passados de geração em geração e por vezes são a única fonte de medicamentos de determinadas comunidades. Estudos realizados nos mostram que a D. Mollis pode sofrer usos variados de acordo com a região e comunidade na qual está inserida. Em algumas regiões foi constatado o uso da casca no preparo de chás destinados ao tratamento de inflamações e úlceras, além da confecção de soluções para a limpeza de feridas e banhos de assento. Contudo, a rutina presente na planta apresenta propriedades abortivas para as espécies bovinas. O gado pode vir a ingerir o fruto principalmente na época de seca, quando há menor oferta de comida.[carece de fontes?]